# Phytala pulchra
Phytala pulchra är en fjärilsart som beskrevs av Jackson 1964. Phytala pulchra ingår i släktet Phytala och familjen juvelvingar. Inga underarter finns listade i Catalogue of Life.